# 西藏水库列表
至2007年，中华人民共和国新疆维吾尔族自治区共有大型水库3座，按库容量依次为冲巴湖水库、莽错水库、满拉水库。
根据中华人民共和国水利部发布的《中国水库名称代码》（中华人民共和国行业标准SL259-2000）将西藏自治区所有大型水库及中型水库列表如下：

## 大型水库
| 水库       | 水系       | 总库容 亿立方米 | 位置   |
| ---------- | ---------- | --------------- | ------ |
| 冲巴湖水库 | 年楚河     | 6.61            |        |
| 莽错水库   | 金沙江     | 2.70            | 芒康县 |
| 满拉水库   | 雅鲁藏布江 | 1.55            |        |

## 长江水系
- 莽错水库 芒康县

## 雅鲁藏布江-布拉马普特拉河水系
- 冲巴湖水库 康马县
- 满拉水库 江孜县
- 虎头山水库 林周县
- 琼果水库 琼结县
- 楚松水库  江孜县